# Małoszywka
Małoszywka – wieś w Polsce położona w województwie mazowieckim, w powiecie płockim, w gminie Bodzanów.
W skład sołectwa Małoszewo i Małoszywka wchodzi także wieś Małoszewo.
| SIMC    | Nazwa      | Rodzaj    |
| ------- | ---------- | --------- |
| 0560510 | Pod Choiną | część wsi |

W latach 1975–1998 miejscowość administracyjnie należała do województwa płockiego.